# Manipur State Congress Party

Der erntende Bauer, das Wahlsymbol der Manipur State Congress Party

Die Manipur State Congress Party (MSCP) war von 1997 bis 2014 eine Regionalpartei im indischen Bundesstaat Manipur.

## Parteigeschichte
Die Partei wurde 1997 von Dissidenten der Kongresspartei unter Führung von Wahengbam Nipamacha in Manipur gegründet. Die Partei stellte von 1997 bis 2001 die Regierung und den Chief Minister von Manipur. Kurzzeitig war sie auch mit Staatssekretärsposten in der indischen Regierung unter Premierminister Vajpayee vertreten. Nach dem Verlust der Regierungsmacht in Manipur kam es zu innerparteilichen Streitigkeiten und der Abspaltung einer Fraktion unter dem Namen Manipur National Conference. In der folgenden Zeit nahm die politische Bedeutung der Partei immer weiter ab.
Vor der Parlamentswahl 2014 wurde über Pläne spekuliert, die MSCP wieder mit der Kongresspartei zu vereinigen. Am 3. April 2014 schlossen sich alle fünf Abgeordneten der MSCP-Fraktion im Parlament von Manipur mitsamt einem erheblichen Teil der MSCP-Führungsgremien einschließlich des Parteipräsidenten Gaikhangam Gangmei der Kongresspartei an. Mit der Vereinigung waren allerdings nicht alle Parteimitglieder der MSCP einverstanden. Damit löste sich die MSCP de facto auf.

## Wahlergebnisse in Manipur
Im Folgenden sind die Ergebnisse der MSCP bei den Wahlen zum Parlament von Manipur (60 Abgeordnete) aufgelistet. Bei den gesamtindischen Wahlen zur Lok Sabha war sie zweimal in den Jahren 1998 und 1999 erfolgreich und konnte jeweils den Wahlkreis Inner Manipur gewinnen.
| Jahr | Wahl                           | Stimmen | Parlamentssitze |
| ---- | ------------------------------ | ------- | --------------- |
| 1998 | Wahl zur Lok Sabha 1998        | 0,05 %  | 1/543           |
| 1999 | Wahl zur Lok Sabha 1999        | 0,06 %  | 1/543           |
| 2000 | Parlamentswahl in Manipur 2000 | 26,28 % | 23/60           |
| 2002 | Parlamentswahl in Manipur 2002 | 12,4 %  | 7/60            |
| 2007 | Parlamentswahl in Manipur 2007 | 1,86 %  | 0/60            |
| 2012 | Parlamentswahl in Manipur 2012 | 8,39 %  | 5/60            |